# Hiromasa Masuda
Hiromasa Masuda (Japón) es un gimnasta artístico retirado japonés, subcampeón del mundo en 1995 en el concurso por equipos.

## Carrera deportiva
En el Mundial de Sabae 1995 gana la medalla de plata en el concurso por equipos —Japón queda por detrás de China (oro) y delante de Rumania (bronce)—; en esta ocasión sus seis colegas de equipo fueron: Yoshiaki Hatakeda, Daisuke Nishikawa, Toshiharu Sato, Masayuki Matsunaga, Hikaru Tanaka y Masayoshi Maeda.